# Van Buren Bridge Company
Die Van Buren Bridge Company (VBB) ist eine ehemalige Brückengesellschaft in den USA. Sie wurde am 30. Januar 1913 als Tochter der Bangor and Aroostook Railroad gegründet. Ihre einzige Anlage war die Van Buren Bridge, die den Saint John River überspannt und Bestandteil der zwei Kilometer langen Eisenbahnverbindung von Van Buren in Maine ins kanadische St. Leonards ist.
Die normalspurige Strecke wurde am 1. Mai 1915 eröffnet und bot eine zusätzliche Verbindung zwischen der Bangor&Aroostook und dem Netz der Canadian Pacific Railway. In St. Leonards bestanden zusätzlich Verbindungen zur International Railway of New Brunswick und zur National Transcontinental Railway. Die VBB war bis 9. Januar 2003 ein eigenständiges Unternehmen, bis sie durch die Montreal, Maine and Atlantic Railway, die auch die ehemalige Bangor&Aroostook erworben hatte, aufgekauft wurde.